# ابن البلخي
ابن البلخي (توفي بعد 511 هـ) مؤرخ النصف الأول من القرن السادس الهجري ومؤلف كتاب فارسنامه الذي كتبه بين 498 و511 هـ. وأول من ذكره هو حمد الله المستوفي (ابن البلخي). ويذكر ابن البلخي نفسه في كتابه "فارسنامه" أنه من أصل بلخي ولكنه نشأ في بلاد فارس. ولم نجد له عملا آخر غير كتاب "فارسنامه"، ولكنه كتب بنفسه أنه كان ينوي أن يكتب كتابا تاريخيا آخر من عهد نبي الإسلام محمد إلى عهده.

## طالع أيضًا
- جاي لو سترينج

## روابط خارجية
- "EBN AL-BALḴĪ". الموسوعة الإيرانية (بالإنجليزية).
- مدخل دائره المعارف بزرگ اسلامی